# Stemona tuberosa
Stemona tuberosa är en enhjärtbladig växtart som beskrevs av João de Loureiro. Stemona tuberosa ingår i släktet Stemona och familjen Stemonaceae.

## Underarter
Arten delas in i följande underarter:
- S. t. minor
- S. t. moluccana
- S. t. tuberosa